# 정치화
정치화(鄭致和, 1609년 ~ 1677년 )는 조선의 문신이다. 자는 성능(聖能), 호는 기주(棋洲), 본관은 동래. 현종 때 좌의정을 지냈다. 국회의원 정진석의 직계조상이다.

## 생애
인조 때인 1633년, 문과에 급제하여 정언, 수찬, 부교리, 지평, 정언, 부교리, 헌납을 지냈고 병자호란 이후 교리, 지평, 수찬, 이조좌랑, 부교리를 지내고 암행어사에 이어 응교로 승진한다. 이후 충청도암행어사로 민정을 다스렸고, 이후 집의와 사간, 보덕을 지낸 뒤 다시 이조좌랑과 사간, 응교 등 청요직과 옥당, 대간과 낭관 직을 두루 지냈다. 이후 암행어사로 다시 나가서 민정을 다스렸고, 1643년 이후 동래부사를 거쳐 암행어사에 이어 충청도관찰사가 되고, 1645년에 동부승지가 되고, 이어서 승지로 있다가, 마침내 우승지가 되는데, 이 때 좌의정 김자점이 민회빈 강씨를 죽이려 하자 영의정 김류와 전직 영의정이던 심열, 홍서봉, 그리고 병조판서 구인후, 이조판서 이경석, 호조판서 이시백, 영중추부사 김상헌, 전직 영의정이던 최명길과 조익, 조경 등과 극력으로 불가함을 아뢰었지만, 뜻을 이루지 못했고 이후 평안도관찰사로 있다가 광주부윤과 경기도관찰사를 거쳐 효종 때 도승지가 되며, 영의정이던 김자점의 처형을 주장했다. 이후 효종의 신임으로 대사헌으로 고속승진하고, 예조판서, 대사헌, 병조판서, 지경연사, 공조판서를 지내고 동지사로 중국에 다녀온 뒤 다시 병조판서, 이조판서, 형조판서, 공조판서, 예조판서를 지내고 원접사로 중국에 다녀온 뒤 다시 예조판서와 호조판서, 대사헌을 거쳐 한성부판윤, 대사헌, 예조판서, 호조판서에 이어 다시 제조를 거쳐 예조판서를 지내고 판의금부사를 거쳐 우의정이 되고 도제조를 겸하다 좌의정이 되고 판중추부사로 물러났다가 다시 좌의정이 되고 내의원도제조에 이어 판중추부사를 하다가 이후 다시 영중추부사가 되고 좌의정이 되었다. 이후 영중추부사로 치사한다.